# Pachypanchax varatraza
Pachypanchax varatraza — тропічний прісноводний вид риб родини аплохейлових (Aplocheilidae). Був описаний 2006 року Полом Луазелем (англ. Paul Loiselle) з Нью-Йоркського акваріума серед чотирьох нових видів роду Pachypanchax з Мадагаскару, відповідна стаття була опублікована в журналі із систематики тварин Zootaxa. До того певний час був відомий під назвами Pachypanchax sp. nov. 'Menambery' та Pachypanchax sp. nov. 'Varatraza'.
Назва виду вказує на непередбачувану присутність виду в річках, що протікають східними схилами масиву Царатанана (малаг. Tsaratanana) на півночі Мадагаскару, малагасійською varatraza означає «східний вітер».

## Опис
У природі Pachypanchax varatraza може досягати розміру 8,0 см стандартної (без хвостового плавця) довжини. Має міцну будову, максимальна висота тіла становить 19,3—23,7 %, довжина хвостового стебла 13,0—18,1 %, висота хвостового стебла 11,3—14,9 % стандартної довжини. Довжина голови становить 25,8—31,3 %, довжина морди 6,7—9,2 %, діаметр ока 7,4—9,4 %, міжорбітальна відстань 10,8—13,9 %, посторбітальна відстань 9,8—13,9 % стандартної довжини. Морда загострена, рот широкий, його щілина спрямована вгору. На кожній щелепі є один ряд трохи загнутих назад конічних зубів. 10—12 тичинок розташовані на першій зябровій дузі.
Відстань від кінчика морди до початку анального плавця становить 56,2—64,1 %, а довжина основи цього плавця 17,1—26,7 % стандартної довжини; плавець має 2—3 нерозгалужених і 14—17 розгалужених (всього 17—19) м'яких променів, п'ятнадцятий або шістнадцятий промінь у самців і сьомий або восьмий промінь у самок найдовший. Початок спинного плавця розташований над дев'ятим-десятим променями анального плавця, предорсальна (до його початку) довжина становить 66,4—78,2 %, а довжина основи плавця 9,1—15,5 % стандартної довжини. У спинному плавці 2—4 нерозгалужених і 8—11 розгалужених (всього 11—13) м'яких променів, сьомий або восьмий промінь у самців та самок найдовший. Спинний та анальний плавці в самців та самок заокруглені. Хвостовий плавець округло обрізаний. Pachypanchax varatraza має найкоротші з усіх мадагаскарських представників роду Pachypanchax грудні плавці, довжина їхнього найдовшого променя становить 10,3—15,2 % стандартної довжини, ці плавці мають по 14—16 променів. У черевних плавцях по 1 нерозгалуженому й по 5 розгалужених променів, відстань від кінчика морди до початку черевних плавців становить 45,3—53,8 % стандартної довжини.
На щоках два ряди лусочок. Фронтальні луски типу Е з наявністю лусочок типу H. Всі досліджені зразки мали відкритий малюнок нейромастів на голові. Луски циклоїдні, 30—32 уздовж середньої бічної лінії, 14 поперечних рядів лусок безпосередньо перед початком анального плавця, 20 рядів лусочок навколо хвостового стебла. Луски на грудях такого ж розміру, що й на боках. Прикоренева частина хвостового плавця щільно вкрита лусками. Основи спинного та анального плавців також вкриті лусками.
Pachypanchax varatraza відзначається поліморфізмом у забарвленні самців. Блідо-зелений морф поширений у басейні річки Менамбері, а червоний морф — у басейні Ампанубе. Забарвлення самок невиразне, сірувато-коричнювате, на череві та горлі світліше. Лусочки в самців та самок зеленого морфа в задній половині тіла мають бордову облямівку, але її товщина та інтенсивність відрізняються в різних популяцій. Бордова облямівка лусок на боках у червоного морфа виразніша.

## Поширення
Ендемік північного сходу Мадагаскару. Pachypanchax varatraza має обмежений ареал, розрахункова площа якого становить 2055 км². Водиться в басейнах річок, що протікають східними схилами Мадагаскару: Менамбері (Menambery), Фанамбана (Fanambana) та Ампанубе (Ampanobe). Є повідомлення про присутність виду також у річках Локі (Loky) та Манамбату (Manambato).
У нижній течії річок Менамбері, Фанамбана та Ампанубе Pachypanchax varatraza був винищений інвазійним хижаком Channa maculata. Викликає занепокоєння присутність у середній і верхній течії Ампанубе іншого інвазійного виду — Gambusia holbrooki.
Басейни річок Менамбері та Фанамбана належать до території з виразним сезонним характером опадів. Вирубування лісів на гірській ділянці у верхній течії першої з них провокує відсутність води в місцевих річках протягом сухого сезону й є загрозою для середовищ існування P. varatraza. Річка Ампанубе протікає перехідною зоною між дощовими лісами східного узбережжя Мадагаскару та листяними лісами крайньої півночі острова. Тут менше відчувається сезонність опадів, а домінування культури ванілі в місцевій економіці суттєво перешкоджає масштабному вирубуванню лісів. Частина популяції P. varatraza живе в межах території заповідного району Локі-Манамбату.
Інформація про харчове використання P. varatraza, а також присутність цього виду в торгівлі акваріумними рибами відсутня. В неволі Pachypanchax varatraza тримають в акваріумі зоопарку Дюссельдорфа, Німеччина. Ще невелика кількість екземплярів утримується в приватних колекціях.

## Спосіб життя
Прісноводний бентопелагічний вид риб. Pachypanchax varatraza населяє широкий спектр середовищ існування. Зазвичай це низькогірні лісові струмки з глинисто-піщаним або піщано-гравійним дном із вкрапленнями ділянок корінної породи та помірною течією. Вода може бути як прозорою, так і каламутною. В одній із водойм, де живе Pachypanchax varatraza, були виміряні хімічні показники води, вона була м'якою (загальна твердість менш як 18,0 ppm, карбонатна твердість 36,0 ppm), слабокислою (pH 6,5), видимість становила близько 20,0 см, електропровідність 49,0 мСм/см².
На мілководді проточних ділянок бачили значні зарості Чотирилистки (Marsilea). Ні нитчастих водоростей, ні інших водних макрофітів не спостерігалося. Серед виловлених зразків риб були Gambusia holbrooki та мальки Oreochromis mossambicus. За словами місцевих інформаторів, в Ампанубе також водяться великі бички з родів Awaous і Glossogobius. Іншими мешканцями середовищ існування Pachypanchax varatraza є дрібні креветки-атиїди, прісноводні краби, а також різноманітні водяні комахи, серед яких німфи бабок, водні жуки (Coleoptera) та клопи (Hemiptera).
Живиться наземними та водними комахами. Харчується як з поверхні, так і з дна.
До числа хижаків, що загрожують Pachypanchax varatraza, належать бички Glossogobius giuris та рибалочка малагасійський (Corythornis vintsioides).
Вид має тривалий період розмноження, що охоплює все літо південної півкулі, яке на північному сході Мадагаскару збігається із сезоном дощів.